# Oakland, Kalifornija
Oakland (angleška izgovorjava: /ˈoʊklənd/) je osmo največje mesto v ameriški zvezni državi Kaliforniji. Leži približno 8 kilometrov vzhodno od San Francisca ob istoimenskem zalivu. Oakland ima okoli 400.000 prebivalcev in je središče velemesta z 2,5 milijona prebivalci, hkrati pa je del večje mestne regije San Francisco Bay Area, ki šteje skupaj več kot 7,2 milijona prebivalcev in je tako šesto največje velemestno območje v ZDA.
Oakland je pomembno pristanišče na zahodni obali ZDA, v mestu pa imajo sedež tudi številna velika podjetja. Oakland je tudi eno najbolj etnično raznolikih mest v ZDA - v mestu se govori več kot 150 jezikov.

## Pobratena mesta
Oakland je pobraten z devetimi mesti:
- - Dalian (Kitajska)
- - Fukuoka (Japonska)
- - Nahodka (Rusija)
- - Ocho Ríos (Jamajka)
- - Ulan Bator (Mongolija)
- - Sekondi-Takoradi (Gana)
- - Santiago de Cuba (Kuba)
- - Agadir (Maroko)
- - Da Nang (Vietnam)